# Karl-Finkelnburg-Straße 49–53

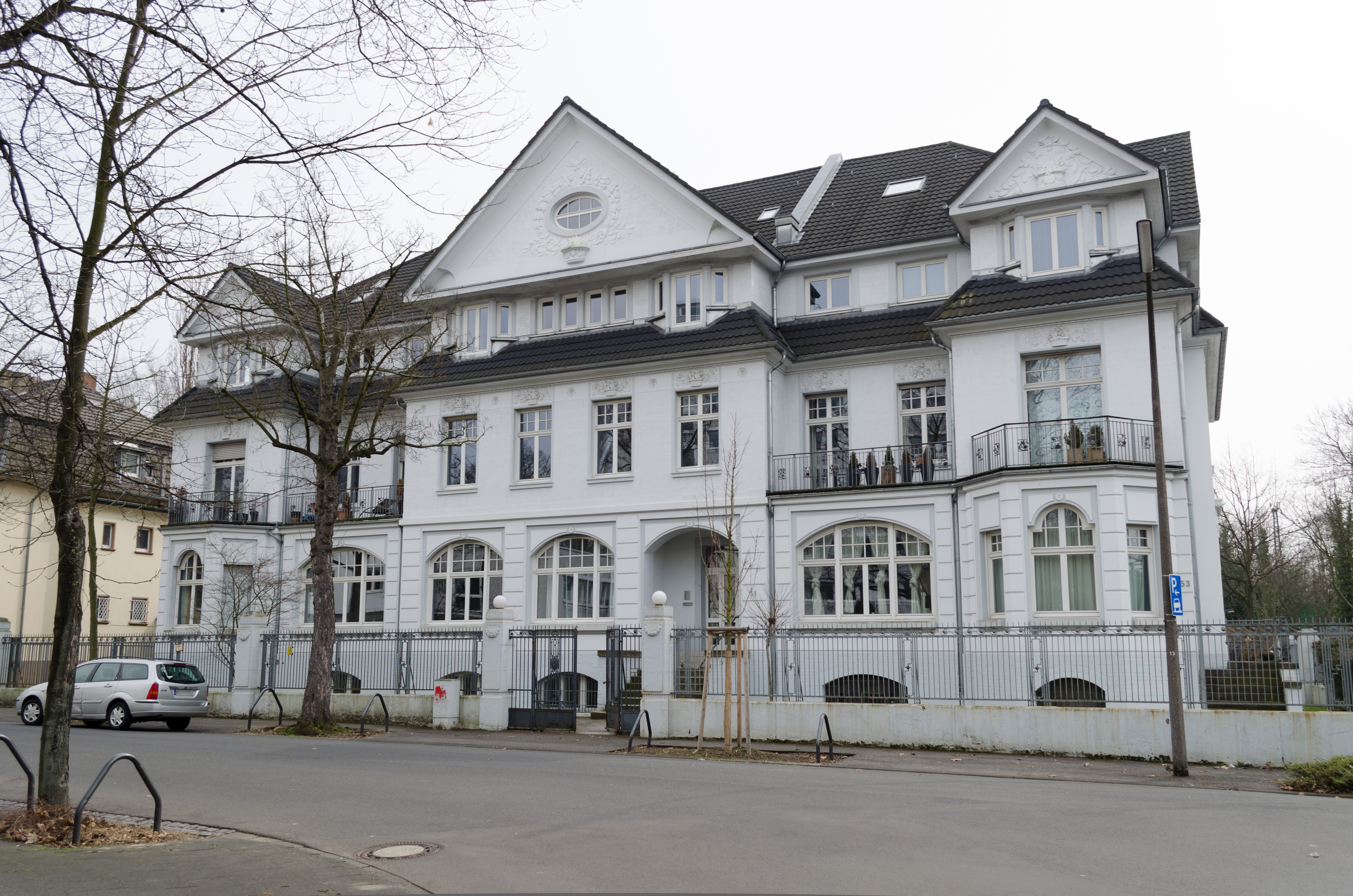
Villa Karl-Finkelnburg-Straße 49–53 (2013)

Das Gebäude Karl-Finkelnburg-Straße 49–53 ist eine Villa bzw. eine Villengruppe in Bad Godesberg, einem Stadtbezirk von Bonn, die 1903 errichtet wurde. Sie liegt im Ortsteil Rüngsdorf am Ende der Karl-Finkelnburg-Straße Ecke Seufertstraße, unmittelbar östlich der linksrheinischen Eisenbahnstrecke. Die Villa steht als Baudenkmal unter Denkmalschutz.

## Geschichte

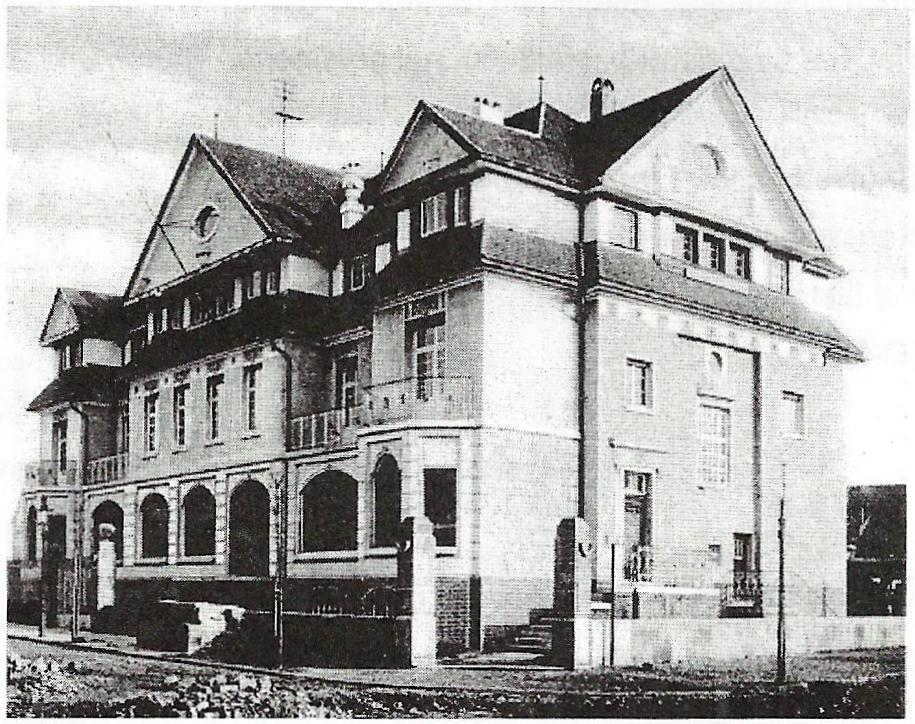
Ansicht der Villengruppe nach ihrer Fertigstellung (um 1905)

Die Villa entstand für den Bauherrn Theodor Wilhelm Düren, einen ortsansässigen Bauunternehmer, als Kontorhaus seines Unternehmens nach einem Entwurf des namhaften Architekturbüros Schreiterer & Below (Emil Schreiterer, Bernhard Below). Sie unterteilte sich als Villengruppe in drei sich als Einfamilienhäuser präsentierende Abschnitte, die jedoch von Beginn an im Innern miteinander verbunden waren. Das Obergeschoss nahm zwei Beamtenwohnungen auf. 1921 verkaufte Düren die Immobilie an die Versicherungsgesellschaft Halensia, die dort ihren Sitz einrichtete. Von 1935 bis 1938 war die Villa Sitz des Stabs des von Obergruppenführer Hermann Reschny geleiteten SA-Hilfswerks Nord-West als Nachfolgeorganisation der Österreichischen Legion, die sich aus ins Deutsche Reich geflüchteten österreichischen Nationalsozialisten rekrutierte.

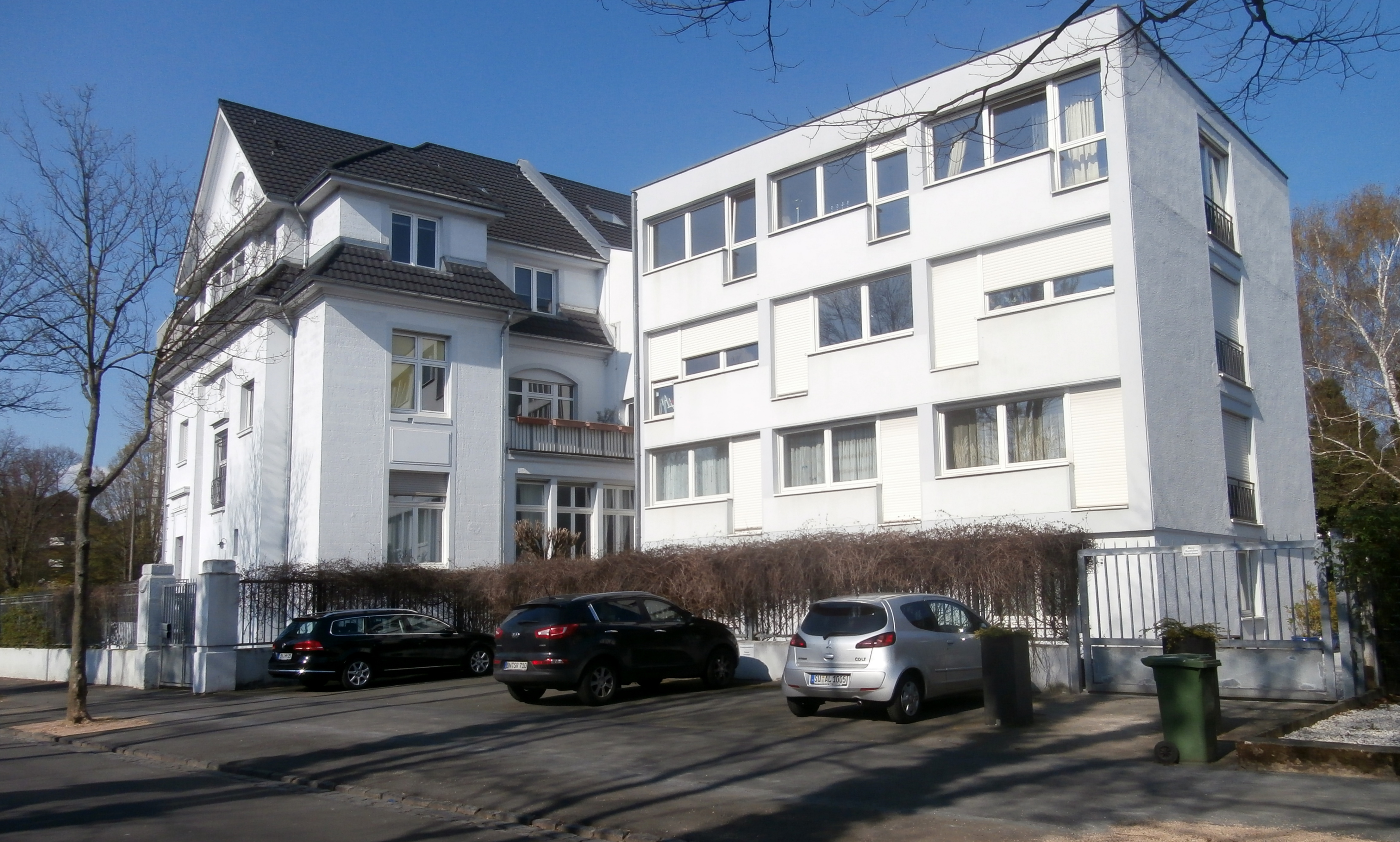
Villa mit Erweiterungsbau der Botschaftskanzlei (2014)

Nachdem Bonn 1949 Regierungssitz der Bundesrepublik Deutschland geworden war, richtete die Republik Italien am 1. April 1950 in der Villa die Kanzlei ihrer zuvor provisorisch in Sinzig untergebrachten Gesandtschaft ein. Damit gehörte sie zu den drei ersten diplomatischen Vertretungen, die in Bad Godesberg ansässig waren. Spätestens bis Juli 1952 wurde die Gesandtschaft in eine Botschaft umgewandelt. Die Residenz, Wohnsitz des Botschafters, befand sich ebenfalls in Bad Godesberg (Rolandstraße 43). Die Botschaft nutzte bis Mitte der 1950er-Jahre nur das mittlere Haus Nr. 51, später konnte sie in der gesamten Villa über eine Nutzfläche von knapp 2000 m² verfügen. Das Botschaftsgebäude wurde von Italien angemietet und war in dieser Zeit zunächst im Eigentum zweier aufeinanderfolgender ortsansässiger und später über längere Zeit einer Privatperson aus Hamburg. 1968 wurde es rückwärtig um einen Anbau erweitert, um zusätzliche Büroflächen zu schaffen. 1990
ließ Italien die Liegenschaft umfassend sanieren.
Im Zuge der Verlegung des Regierungssitzes zog die italienische Botschaft Anfang August 1999 nach Berlin um (→ Italienische Botschaft in Berlin). Im vormaligen Kanzleigebäude der Botschaft in Bonn wurde noch bis 2002 eine Außenstelle der Botschaft mit der Militärabteilung belassen. Die Villa stand anschließend leer, bis sie 2004 in den Besitz einer lokalen Unternehmerin überging und in der Folge in 16 Wohnungen aufgeteilt und umgebaut wurde.

## Architektur
Die Villa ist ein über hohem Sockelgeschoss (Souterrain) errichteter zweieinhalbgeschossiger, sattelgedeckter Putzbau, der sich in drei als Einzelhäuser erscheinende Teile – die beiden äußeren jeweils zwei, der mittlere drei Achsen umfassend – gliedert. Das mittlere Haus springt als Mittelrisalit vor und wird nach oben hin von einem Dreiecksgiebel mit Okulus abgeschlossen. Die Flanken der Straßenfront werden durch polygonale Vorbauten, die als Söller einen darüberliegenden Balkon tragen, sowie durch Dreiecksgiebel als Abschluss des Dachgeschosses betont. Das Erdgeschoss ist rustiziert. Den Übergang zwischen Ober- und Dachgeschoss markiert ein umlaufendes Dachband. Die Fenster der Straßenfront sind als durch Pilaster getrennte Sprossenfenster ausgeprägt, im Erdgeschoss in der Form von Segmentbögen und im Obergeschoss hochrechteckig. Stuck findet sich an den Fugen des Erdgeschosses, an den Dachgiebeln sowie als Fries oberhalb der Fenster des Obergeschosses.